# Giàng Páo Mỷ
Giàng Páo Mỷ (sinh ngày 22 tháng 12 năm 1963) là một nữ chính trị gia người Việt Nam, dân tộc H'Mông. Bà hiện là Chủ tịch Hội đồng nhân dân tỉnh Lai Châu, đại biểu Quốc hội khóa XIV nhiệm kì 2016-2021, thuộc đoàn đại biểu Quốc hội tỉnh Lai Châu, Trưởng Đoàn đại biểu Quốc hội tỉnh Lai Châu, Ủy viên Ủy ban Đối ngoại của Quốc hội. Bà đã trúng cử đại biểu Quốc hội năm 2016 ở đơn vị bầu cử số 2, tỉnh Lai Châu gồm có các huyện: Phong Thổ, Mường Tè, Sìn Hồ và Nậm Nhùn. Bà từng là Chủ tịch Hội đồng nhân dân tỉnh Lai Châu, đại biểu Quốc hội Việt Nam khóa XII, khóa XIII tỉnh Lai Châu. Trong Đảng Cộng sản Việt Nam, bà là Ủy viên Ban Chấp hành Trung ương Đảng Cộng sản Việt Nam khóa XIII, Bí thư Tỉnh ủy Lai Châu.

## Xuất thân
Giàng Páo Mỷ quê quán ở xã Nùng Nàng, huyện Tam Đường, tỉnh Lai Châu.
Bà hiện cư trú ở Tổ 22, phường Đông Phong, thành phố Lai Châu, tỉnh Lai Châu.

## Giáo dục
- Giáo dục phổ thông: 12/12
- Đại học An ninh
- Cao cấp lí luận chính trị

## Sự nghiệp
Bà gia nhập Đảng Cộng sản Việt Nam vào ngày 20/11/1998.
Bà từng giữ các chức vụ Phó Chủ tịch Hội đồng nhân dân huyện Phong Thổ, Chủ tịch Hội đồng nhân dân huyện Tam Đường, Phó Chủ tịch Hội đồng nhân dân tỉnh Lai Châu.
Bà từng là đại biểu hội đồng nhân dân tỉnh Lai Châu nhiệm kỳ 1999-2004.
Năm 2008, bà được bầu làm Chủ tịch Hội đồng nhân dân tỉnh Lai Châu thay ông Lỳ Khai Phà nghỉ hưu.
Bà từng là đại biểu Quốc hội Việt Nam khóa XII (2007-2011), 13 (2011-2016) tỉnh Lai Châu .
Khi ứng cử đại biểu Quốc hội Việt Nam khóa XIV vào tháng 5 năm 2016 bà đang là ủy viên Ban Chấp hành Trung ương Đảng Cộng sản Việt Nam khóa XII, Phó Bí thư Thường trực Tỉnh ủy, Chủ tịch Hội đồng nhân dân tỉnh, Trưởng Đoàn đại biểu Quốc hội tỉnh Lai Châu, làm việc ở Văn phòng tỉnh ủy Lai Châu, có bằng cao cấp lí luận chính trị.
Bà đã trúng cử đại biểu Quốc hội năm 2016 ở đơn vị bầu cử số 2, tỉnh Lai Châu gồm có các huyện: Phong Thổ, Mường Tè, Sìn Hồ và Nậm Nhùn, được 110.474 phiếu, đạt tỷ lệ 86,94% số phiếu hợp lệ.
Ngày 10/9/2018, Tỉnh ủy Lai Châu tổ chức Lễ công bố các quyết định của Bộ Chính trị về công tác cán bộ chuẩn y đồng chí Giàng Páo Mỷ, Ủy viên Trung ương Đảng, Phó Bí thư Tỉnh ủy, Trưởng Đoàn đại biểu Quốc hội tỉnh giữ chức Bí thư Tỉnh ủy tỉnh Lai Châu nhiệm kỳ 2015-2020.